# Bentornato, Ellery!
Bentornato, Ellery! (titolo originale The Player on the Other Side) è un romanzo giallo a firma Ellery Queen, pubblicato nel 1963. Il romanzo, come altri firmati Ellery Queen nel periodo degli anni sessanta, in realtà è stato scritto da Theodore Sturgeon che ha sviluppato in forma di romanzo l'idea iniziale di Manfred B. Lee.
Il libro è stato tradotto in varie lingue, tra le quali il cinese e il giapponese. In Italia è stato pubblicato per la prima volta nel 1963, nella collana Il Giallo Mondadori, con il numero 777.

## Trama
Nel castello di York Square erano costretti ad abitare, per alcuni mesi, quattro cugini: Robert, Emily, Myra e Percival York con lo scopo di ricevere l'eredità dello zio Nathaniel York, il cui figlio era scappato di casa lasciando i quattro cugini gli unici eredi. Il loro maggiordomo, Walt, molto servizievole, aveva perso anni prima la memoria. Un giorno egli ricevette una lettera firmata dal signor “Y”. La lettera lodava la sua obbedienza e gli prometteva di realizzargli un grande destino se lo avesse fedelmente ascoltato. Quindi il suo compito era seguire quello che c'era scritto sulla lettera e bruciare le missive una volta lette. A questa lettera si succedette un'altra con l'aggiunta di un cartoncino bianco, sul quale Walt doveva ritagliare un angolo e timbrarlo con la lettera “J” e spedirlo al cugino più anziano, Robert. Robert si vide recapitare questo cartoncino e poco tempo dopo fu trovato morto sgozzato.
All'investigatore Ellery Queen venne proposto dal padre, l'ispettore Richard Queen, di seguire e risolvere il caso dell'omicidio di Robert York. La lista dei sospettati era formata dai tre cugini, per motivi legati all'eredità; il segretario di Robert, Tom Archer, che aveva litigato col suo capo; la dama di compagnia di Myra York; la governante Schriver, e Walt. 
A distanza di giorni dal decesso di Robert, anche Emily, la seconda cugina, ricevette un cartoncino simile a quello del cugino, ritagliato però da un'altra angolatura, e timbrato con la lettera “H”. Emily venne schiacciata sotto un treno dopo pochi giorni. Fu sospettato Percival, che non mostrava tristezza per la morte dei cugini.
Fu la volta di Myra a ricevere il cartoncino con la lettera “W”, e in seguito, anche lei venne uccisa avvelenata con del tè.
Durante le indagini, Ellery Queen, perquisì la stanza di Walt e trovò la scatola dei timbri, i cartoncini, la prima della lunga serie di lettere e molte Bibbie. Walt venne arrestato. In una confessione egli si ricordò il suo nome intero: ossia, John Henry Walt, le iniziali JHW come quelle scritte sui cartoncini. Ellery pensò che Walt non potesse essere l'artefice di un piano così diabolico e lo lasciò andare. Intanto Percival, l'ultimo erede superstite, non si sentiva tranquillo, anche se era protetto da molti agenti della polizia. Il fatidico cartoncino arrivò anche lui con l'iniziale “H”.
Il piano di Ellery fu allora di lasciare solo Percival, cosicché l'assassino potesse agire indisturbato, ma spiato da Ellery. Il piano funzionò e così l'investigatore e suo padre presero l'assassino, Walt.
Tuttavia Ellery non era ancora sicuro del fatto che fosse stato Walt ad architettare gli omicidi e lo rilasciò nuovamente, arrestando invece Percival York. Facendo pedinare Walt, Ellery, il capo della polizia e suo padre scoprirono che Walt era colpevole e soffriva di doppia personalità. Non sapeva di essersi recapitato da solo le lettere, anzi, pensava che fosse stato Dio a scriverle, perché le iniziali del nome intero ebraico di Dio sono JHWHY come una parte del suo nome e credeva di essere stato divinizzato. Immaginandosi di essere giustiziere divino, uccise i cugini York perché li considerava illegittimi di ricevere l'eredità, a favore invece del figlio di Nathaniel York, Nathaniel Jr. Ellery e suo padre rilasciarono Percival e portarono in manicomio Walt.

## Personaggi
- Ellery Queen
  - Brillante detective e protagonista.
- John Henry Walt
  - Nel libro viene presentato come un uomo costantemente ignorato; solo e silenzioso. Non parla quasi mai, esegue tutte le consegne dategli per l'amministrazione dei castelli e ha un atteggiamento rigido, riservato, inflessibile e indifferente. È il tuttofare degli York, i quali lo considerano piuttosto sciocco a causa del suo comportamento. È stata Emily a trovarlo, in un istituto, ed è grazie a lei che ha trovato la sua occupazione presso il castello. Alla fine si scopre che l'uomo è affetto da una sindrome di doppia personalità. Senza rendersene conto, vive una vita parallela in cui crede di essere Dio in persona, onnipotente e giusto, capace di punire con la morte le persone a suo avviso cattive (questo è il motivo per cui ha assassinato i tre) o premiarle, come scrive nelle famose lettere firmate "Y" che si invia inconsciamente. Walt, quando le legge, si sente orgoglioso di se stesso, e si convince che l'unico che può apprezzare le sue capacità è, infatti, Dio: perciò ogni giorno sfoglia la Bibbia in segno di gratitudine.
- Richard Queen
  - Padre di Ellery e capo-ispettore di Scotland Yard. Aiuta l'infallibile detective nel caso.
- Percival York
  - Uno dei cugini. È il principale indiziato di Ellery. Non prova simpatia per i parenti. Si dimostra spesso impertinente e arrogante. Quando i tre cugini vengono assassinati, ha molto timore di essere la prossima vittima. Fa da esca per l'assassino che si rivela essere Walt.
- Myra York
  - La più giovane tra i cugini. Terza vittima. Riceve la lettera di Walt marchiata con la "W". Muore bevendo del tè avvelenato.
- Emily York
  - Seconda vittima di Walt. Fu lei a trovarlo in un istituto, portandolo nel castello come maggiordomo. Seconda vittima, riceva la lettera firmata con la "H". Viene spinta sotto un treno.
- Robert York
  - Il più anziano tra i cugini. Riceve la lettera firmata con la "J", datagli dallo stesso Walt in persona. Muore sgozzato nel suo studio.
- Tom Archer
  - Segretario di Robert. Sospettato per aver avuto una lite con il suo capo.
- Ann Drew
  - Dama di compagnia di Myra.
- Signora Schivrer
  - Governante di Casa York.

## Edizioni in italiano
- Ellery Queen, Bentornato, Ellery!, Mondadori, Milano 1963
- Ellery Queen, Le lettere scarlatte; Bentornato, Ellery!, Club degli editori, Milano 1981
- Ellery Queen, 6 messaggi per Ellery Queen: Le lettere scarlatte, Bentornato, Ellery!, La prova del nove, Il gatto morto, La bambola del Delfino, Il messaggio misterioso, a cura di Marco Polillo, A. Mondadori, Milano 1985
- Ellery Queen, Bentornato, Ellery!, traduzione di Laura Grimaldi, A. Mondadori, Milano 2012